# Barichneumonites scutilus
Barichneumonites scutilus är en stekelart som först beskrevs av Tosquinet 1903.  Barichneumonites scutilus ingår i släktet Barichneumonites och familjen brokparasitsteklar. Inga underarter finns listade.